# Ligularia przewalskii
Ligularia przewalskii là một loài thực vật có hoa trong họ Cúc. Loài này được (Maxim.) Diels mô tả khoa học đầu tiên năm 1901.